# Albota
Albota is een Roemeense gemeente in het district Argeș.
Albota telt 3878 inwoners.